# Nininsinna
Nininsinna of Nin-Insinna (Ook Nininsina) was in de Soemerische religie een godin en de dochter van Anu en Uras. Haar naam betekent 'dame van Isin', wat aangeeft dat ze de beschermgodin van die stad was. Ze gold als genezer en vroedvrouw. Ze werd aangeduid als de 'moederhiërodule' en vooral als de 'grote heler van het land'. Als zodanig werd ze in verscheidene overgeleverde hymnen genoemd. Toen Isin een hoofdstad werd, groeide de godin in belang en nam ze eigenschappen over van Inanna, waaronder haar militaire aspect. In de oudbabylonische periode werd ze gelijkgesteld met de Semitische godin Gula.
Volgens de mythe van Pibalsags reis naar Nibru was Ninsun aanvankelijk Nininsinna genoemd. Volgens deze oude Babylonische tekst huwde Nininsinna Pibalsag bij een rivieroever. Zij baarde daarna Damu (Dumuzi).